# Pulchri Studio

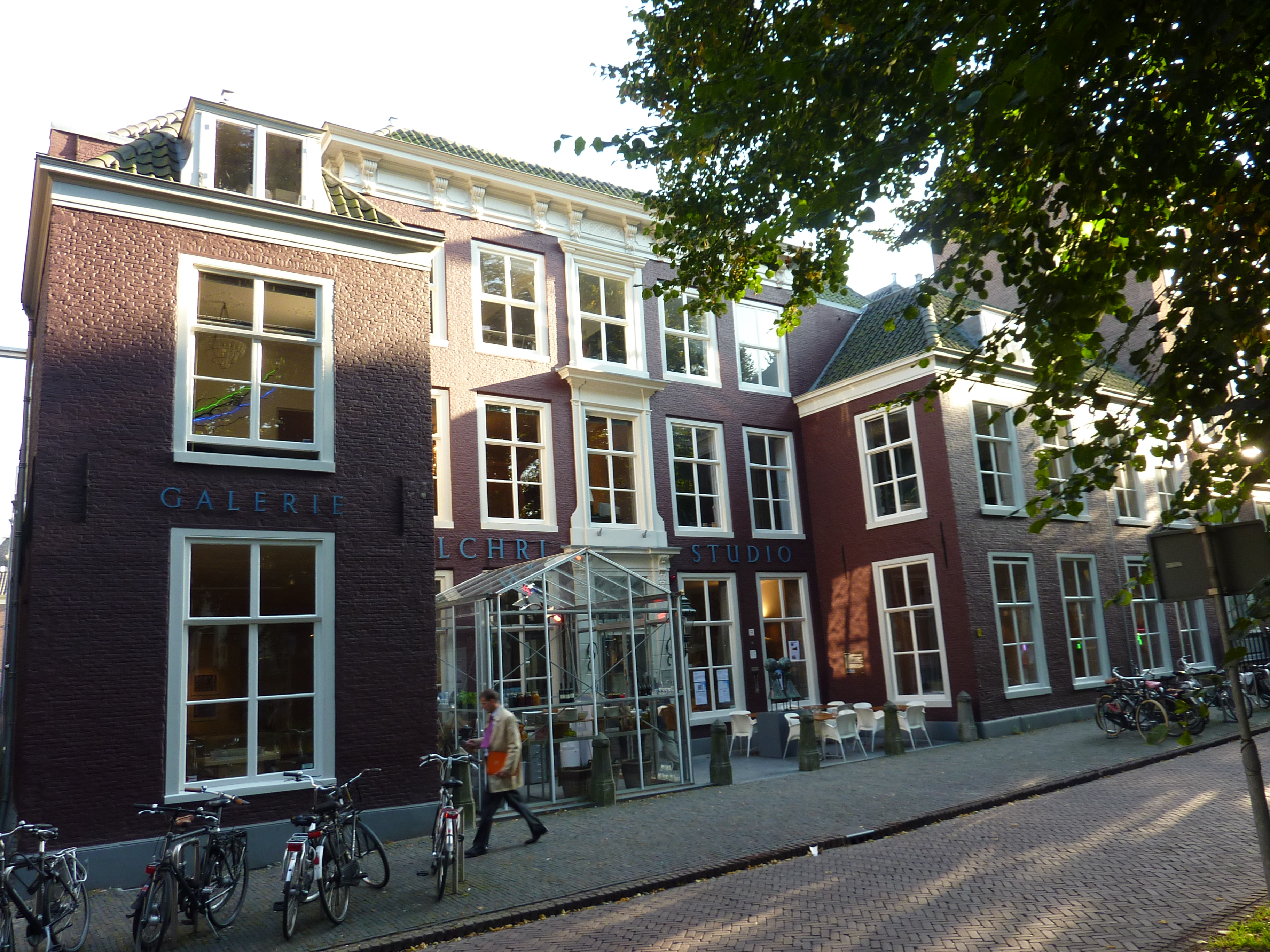
Il Pulchri Studio di Lange Voorhout 15 (2010)

Pulchri Studio (in latino "Per lo studio della bellezza") è una società artistica, istituto d'arte e studio olandese con sede a L'Aia.

## Storia
Lungo l'Ottocento, L'Aia e il vicino villaggio di pescatori di Scheveningen, i cui paesaggi naturali e costieri erano molto diversi da quelli industrializzati di Amsterdam e Rotterdam, suscitarono l'interesse di molti giovani artisti. Questi artisti, molti dei quali diverranno membri del Pulchri Studio, volevano allontanarsi dai requisiti di stato dell'arte neoclassica dell'epoca per seguire un indirizzo più personale. Il loro modello di base era la fortunata Scuola di Barbizon, che operava a sud di Parigi, nella foresta di Fontainebleau, nonché l'impressionismo francese. Il Pulchri Studio, venne fondato a casa del pittore Lambertus Hardenberg nel 1847 ed ebbe Willem Roelofs, Jan Weissenbruch e Bartholomeus van Hove fra i suoi primissimi membri. Un ruolo speciale ebbero i cosiddetti kunstbeschouwingen ("considerazioni d'arte"), raduni durante i quali gli artisti avevano l'opportunità di presentare i propri lavori agli altri membri e di scambiare informazioni con gli altri membri del gruppo. Grazie a questi raduni, il Pulchri Studio contribuì in maniera significativa a diffondere la notorietà della Scuola dell'Aia che stava allora emergendo. Con il passare del tempo, il Pulchri Studio vide un consistente allargamento delle file dei suoi membri, che hanno contato fra gli altri Jacob Maris, Johannes Bosboom, Jozef Israëls, Anton Mauve ed Hendrik Willem Mesdag, che fu presidente dell'associazione fra il 1889 e il 1907. Nel 1901, il crescente numero di membri costrinse gli organizzatori a spostare l'ubicazione nella più grande sede di Lange Voorhout 15 di L'Aia.